# Le Coucher de la mariée (film, 1896)
Pour les articles homonymes, voir Le Coucher de la mariée.
Pour plus de détails, voir Fiche technique et Distribution.
Le Coucher de la mariée est un film érotique français réalisé en 1896 par Léar, pseudonyme d'Albert Kirchner. 
Le procédé Lumière datant de 1895, ce film est considéré comme le premier film à caractère érotique de l'histoire du cinéma.

## Scénario
Un couple de jeunes mariés devant le lit nuptial, en plan séquence et cadrage en pied : revenant des noces, le mari s'extasie devant son épouse qui minaude ; celle-ci lui demande de se retirer pendant qu'elle se déshabille ; il met un paravent entre elle et lui ; elle enlève un à un les multiples vêtements qu'elle porte (veste, robe, jupons, sous-jupons, corsage) ; le mari ne tient pas en place, tantôt s'épongeant le front, tantôt lisant un journal, tantôt jetant des regards concupiscents par-dessus le paravent. Les interprètes adressent de nombreux regards vers la caméra.

## Fiche technique
- Titre original : Le Coucher de la mariée
- Réalisation : Léar (Albert Kirchner)
- Scénario : d'après la pantomime en un acte de Gaston Pollonnais
- Production : Eugène Pirou
- Pays de production :  France
- Format : noir et blanc (format Joly-Normandin) ou version colorisée (format Edison) - muet[2]
- Genre : film érotique
- Durée : 7 minutes (60 mètres)
- Date de sortie : 
  - France : octobre 1896

## Distribution
- Louise Willy : la mariée
- Frédéric Berville[3],[4],[5] : le marié[6]

## Histoire du film
Réalisé en octobre 1896 à Paris par Albert Kirchner sous le pseudonyme de Léar, ce court-métrage est produit par Eugène Pirou et filmé en intérieur dans un décor de théâtre, sans doute dans ses studios photographiques du boulevard Saint-Germain.  
Le film est une reprise d'une pièce du même nom, pantomime en un acte extrêmement populaire, écrite par Gaston Pollonnais et mise en musique par Oscar de Lagoanère (en). Représentée pour la première fois à l'Olympia en mai 1895, elle était déjà une audace pour l'époque puisque l'actrice ôtait ses habits sur scène jusqu'à apparaître en maillot de corps. 
L'actrice principale du film, l'artiste française Louise Willy, se déshabille lentement : c'est donc le premier striptease de l'histoire du cinéma. Seules deux des sept minutes que dure le film ont été conservées ; on n'y voit rien qu'une forte suggestion érotique ; il est possible que les cinq minutes restantes puissent présenter des scènes de nudité ou au moins d'un déshabillage plus poussé. 
Quelques années plus tard, en 1897, Georges Méliès tourne Après le bal, où il met en scène un striptease (en réalité, le déshabillage et le bain d'une femme).
Le Coucher de la mariée est redécouvert en 1996 dans les réserves des Archives françaises du film, au moment du centenaire du cinéma. Un technicien, Daniel Courbet, est cité en 1996 par l'article du Salina Journal, disant que le film était en cours de restauration.